# Rhinella major
El sapito mayor (Rhinella major) es una especie de anfibio perteneciente a la familia Bufonidae. Se lo encuentra en el centro de Sudamérica.

## Taxonomía
En el año 1936 Lorenz Müller y Karl Hellmich describen para la ciencia este taxón, originalmente como una subespecie de Bufo granulosus: Bufo granulosus major Müller & Hellmich, 1936. La localidad tipo es: «San José de Chiquitos, Bolivia».
Para el año 2013 este taxón tiene una categoría superior, es decir, especie: Rhinella major (Müller & Hellmich, 1936).

## Distribución
Se lo encuentra en la región chaqueña de la Argentina; en Bolivia; en el chaco de Paraguay; en Brasil en formaciones abiertas a lo largo de los ríos Beni, Madeira, Amazonas hasta su desembocadura, Tapajós, Xingu, y en el estado de Amapá; probablemente también se encuentre en Perú y cerca de Leticia, en Colombia, próxima a los registros en Tabatinga, Amazonas, Brasil.

## Hábitat
Sus hábitats naturales son matorrales y selvas subtropicales secas, o tropicales húmedas, sabanas húmedas, o inundadas de tierras bajas, y pantanos de agua dulce temporarios.

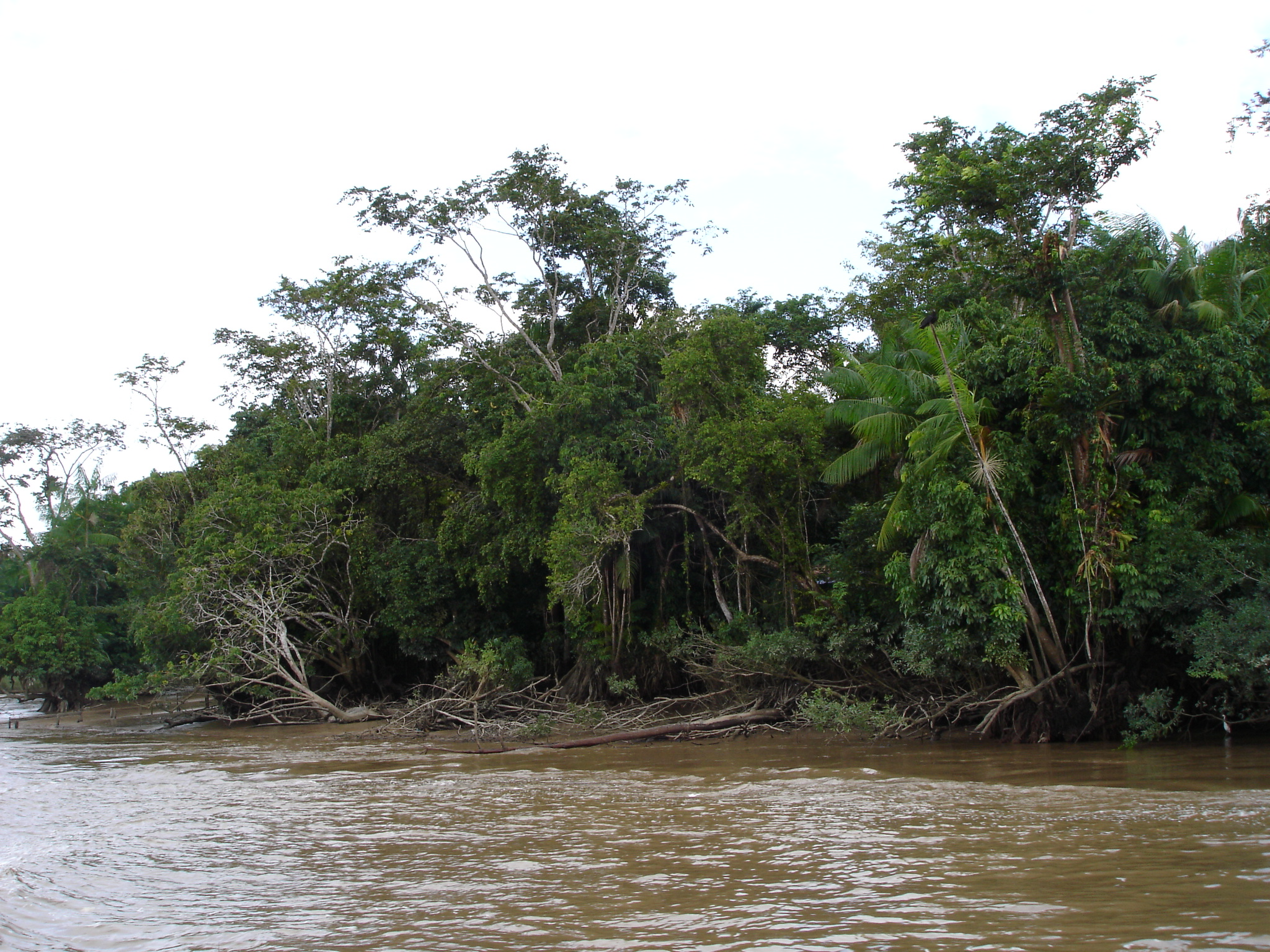
El ambiente en que vive esta especie, en la región amazónica.

## Costumbres
Para su protección, cava con sus patas posteriores cuevas en el suelo. Se alimenta de insectos, arácnidos, moluscos, y crustáceos.

## Reproducción
Los machos cantan semisumergidos en lagunas permanentes o semipermanentes; en el fondo de estas, las hembras depositan sus huevos en ristras gelatinosas.

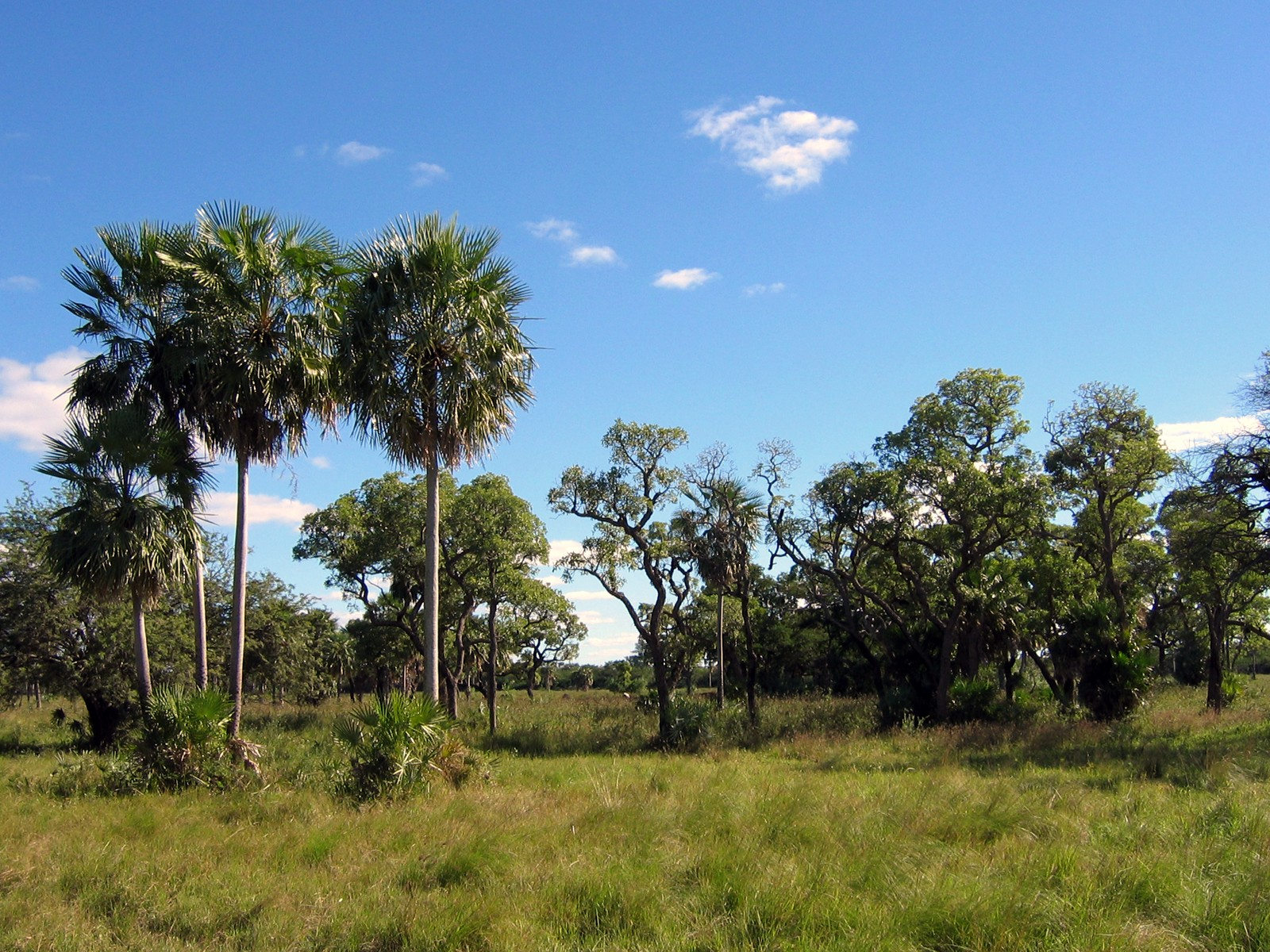
El ambiente en que vive esta especie, en el Paraguay.

## Conservación
La especie es tratada por IUCN como de «Preocupación menor».